# Popokvil
Situé à 4,2 kilomètres de la station d'altitude de Bokor, le site de Popokvil (en khmèr ពពកវិល : "Là où tournent les nuages") est une destination touristique très prisée des Cambodgiens qui viennent en excursion pour admirer sa cascade tombant de deux gradins de 14 et 18 mètres de haut.

## Histoire
C'est en 1917 que l'administration du protectorat français du Cambodge envoie une équipe de reconnaissance dans cette "montagne [qui] étonne par l'étrangeté de ses paysages et de ses rares habitants. Et d'abord, quels étaient ces bonzes et ces nonnes annamites ignorés de tous, qui dissimulaient depuis des années  leurs retraites sur ces cimes désertes, disputant aux fauves les cavernes pour y dresser leurs autels?". 
La même année, un poste forestier est installé afin de préparer l'installation de la station d'altitude de Bokor. La route d'accès est terminée en 1922 au prix de la mort d'environ 900 forçats.
C'est une destination d'excursion très prisés des touristes séjournant au Bokor Palace dans les années 1920-1930.
En 1965, une dizaine de bungalows à prix modérés sont aménagés à Popokvil. Ils seront détruits après qu'en 1972 les Khmers rouges aient pris le contrôle du plateau du Bokor.

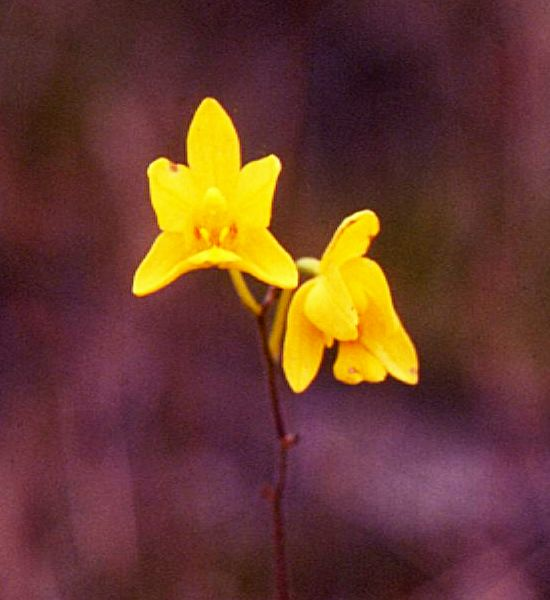
Les fleurs étranges du Bokor

## Accès
Au kilomètre 29 de la route du Bokor, un embranchement à droite conduit à Popokvil.

## Galerie

Cascades de Popokvil
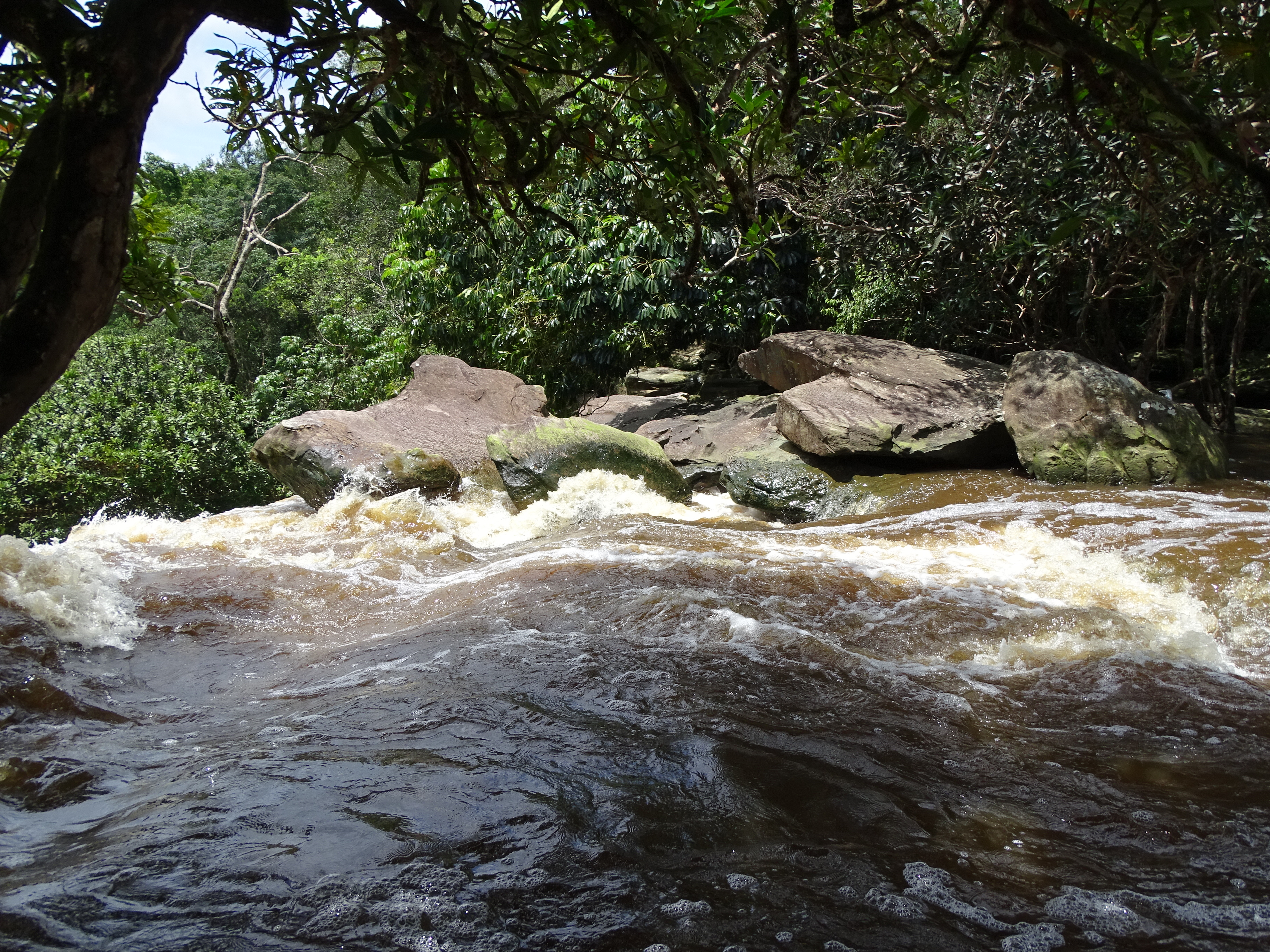
Saison des pluies, 13 août 2019
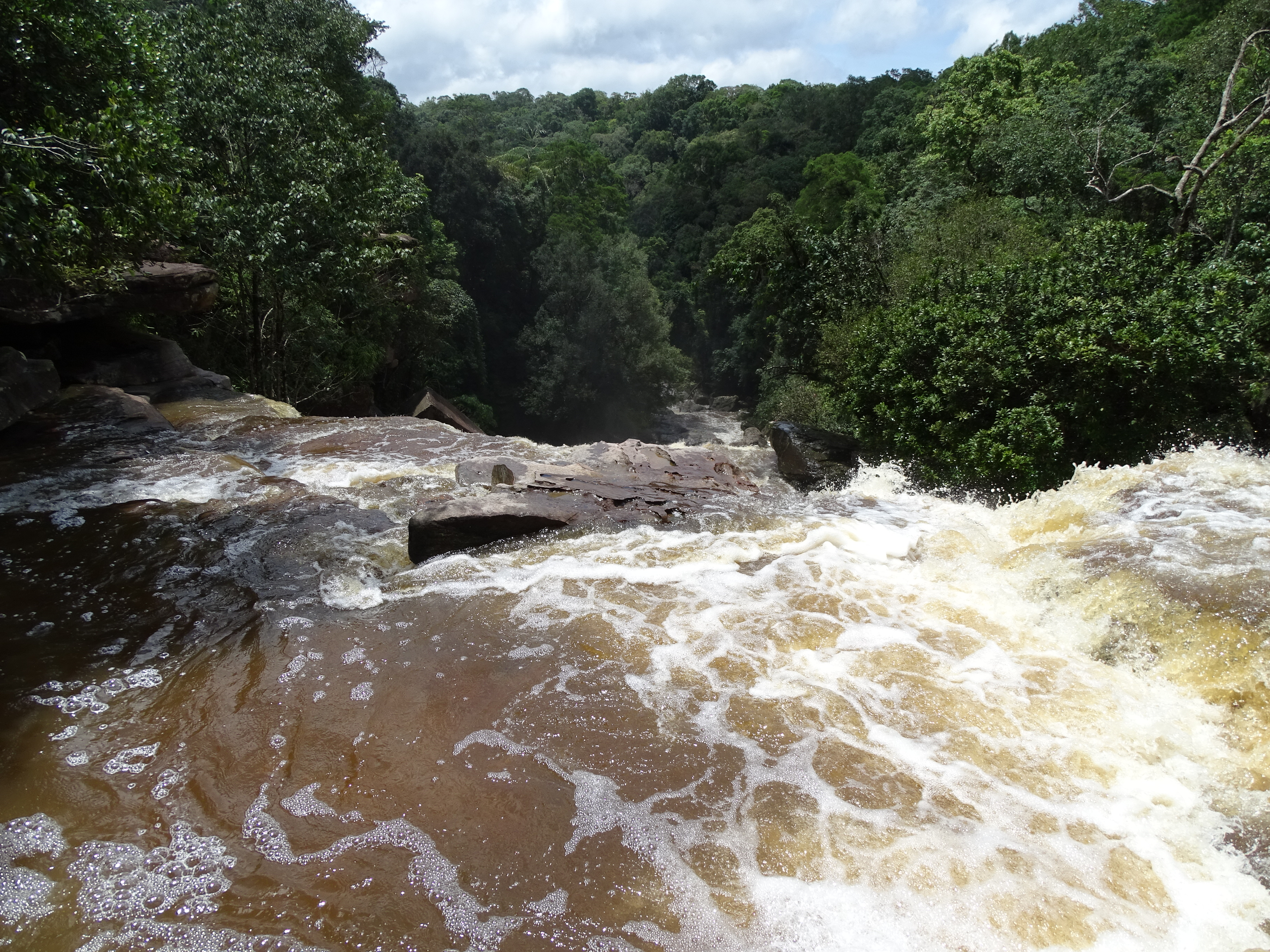
13 août 2019
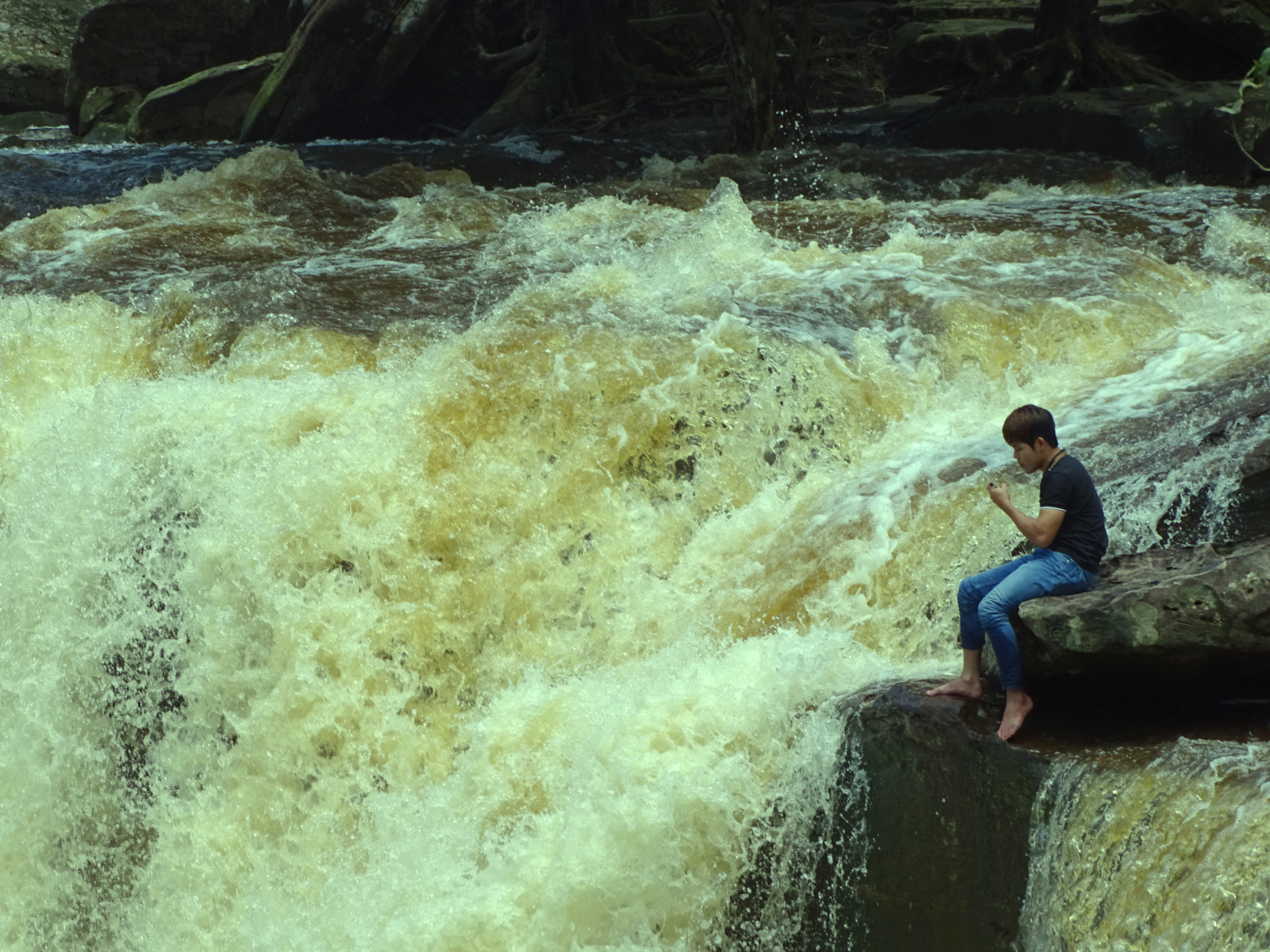
13 août 2019
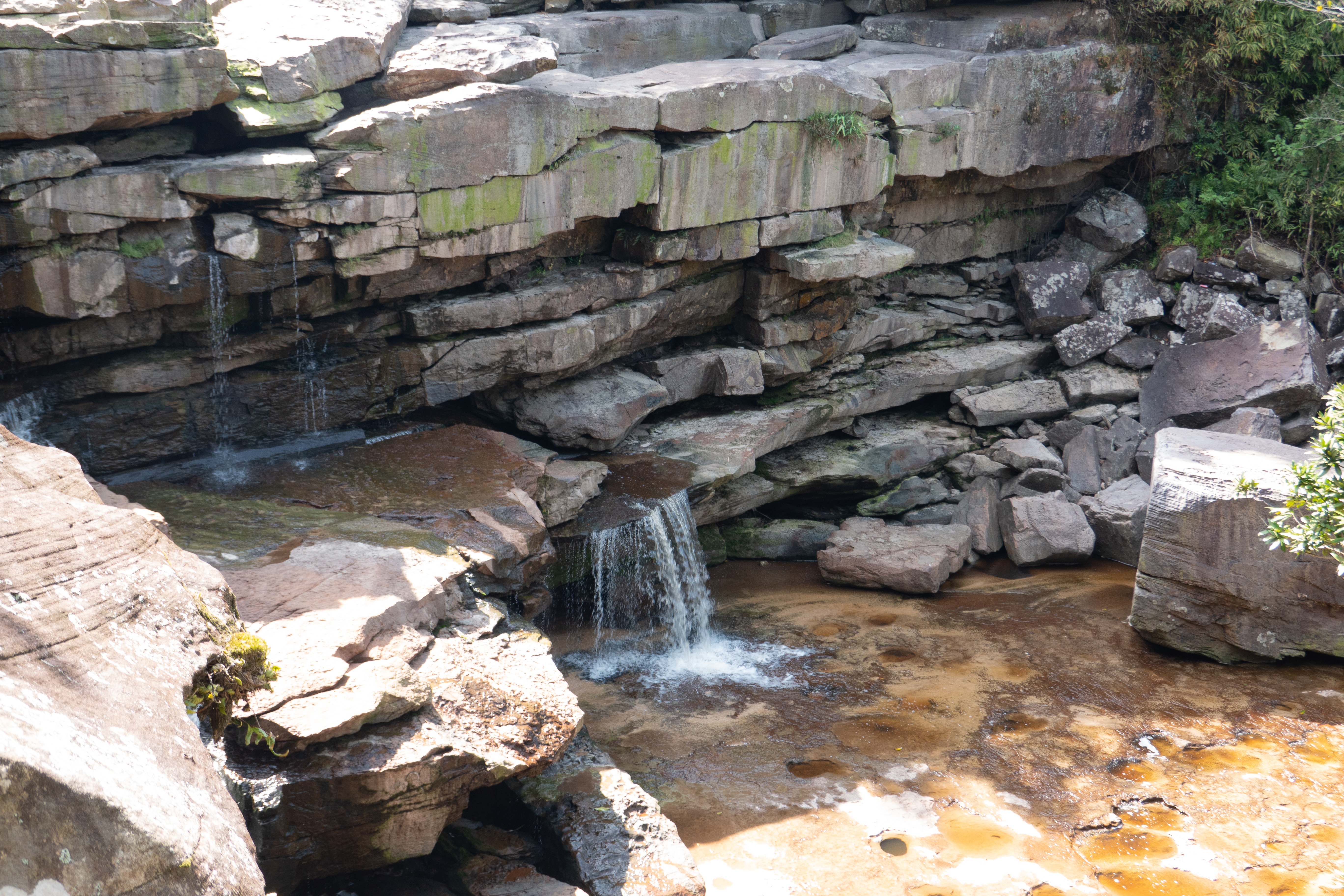
Saison "froide" et sèche, 4 décembre 2019
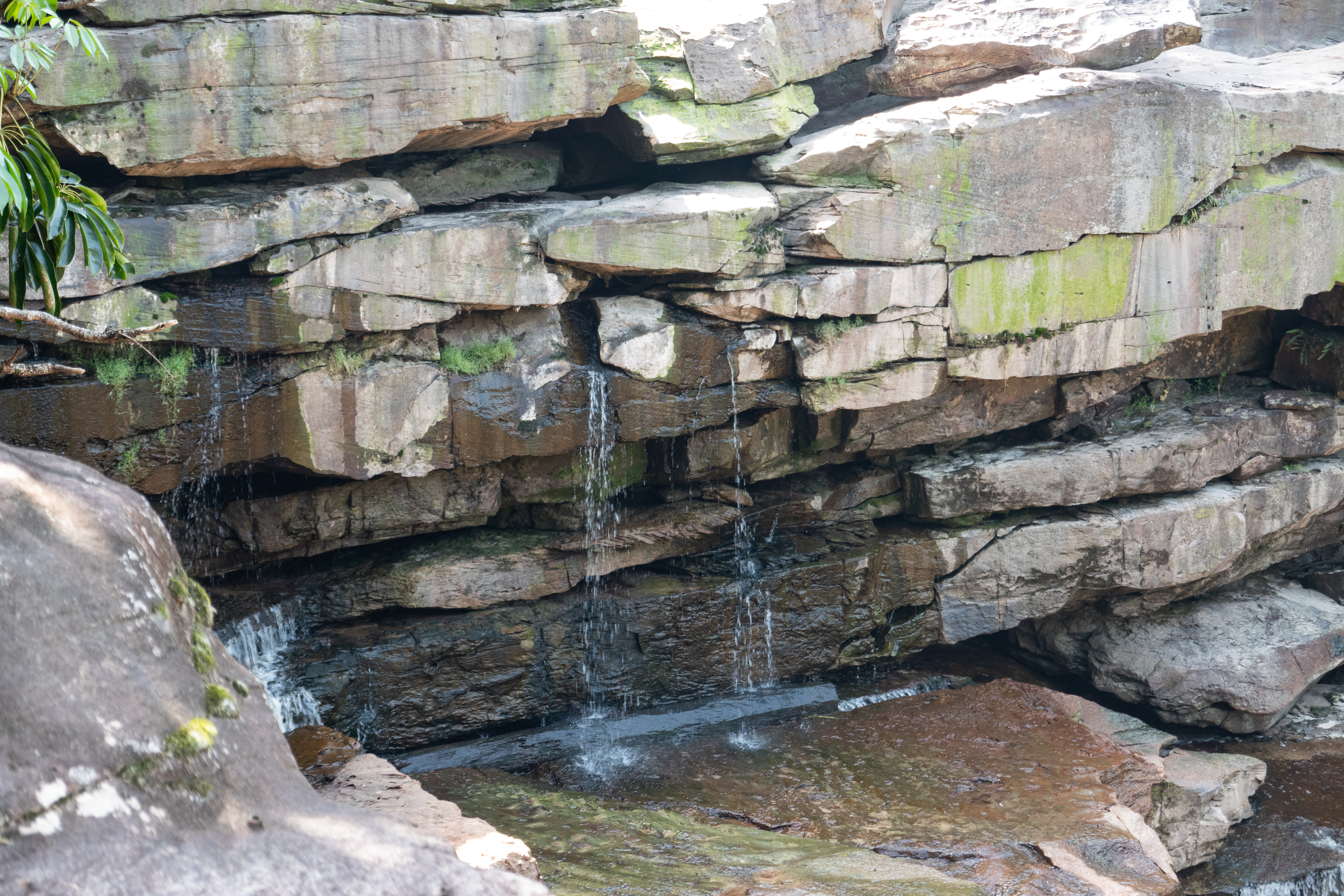
4 décembre 2019
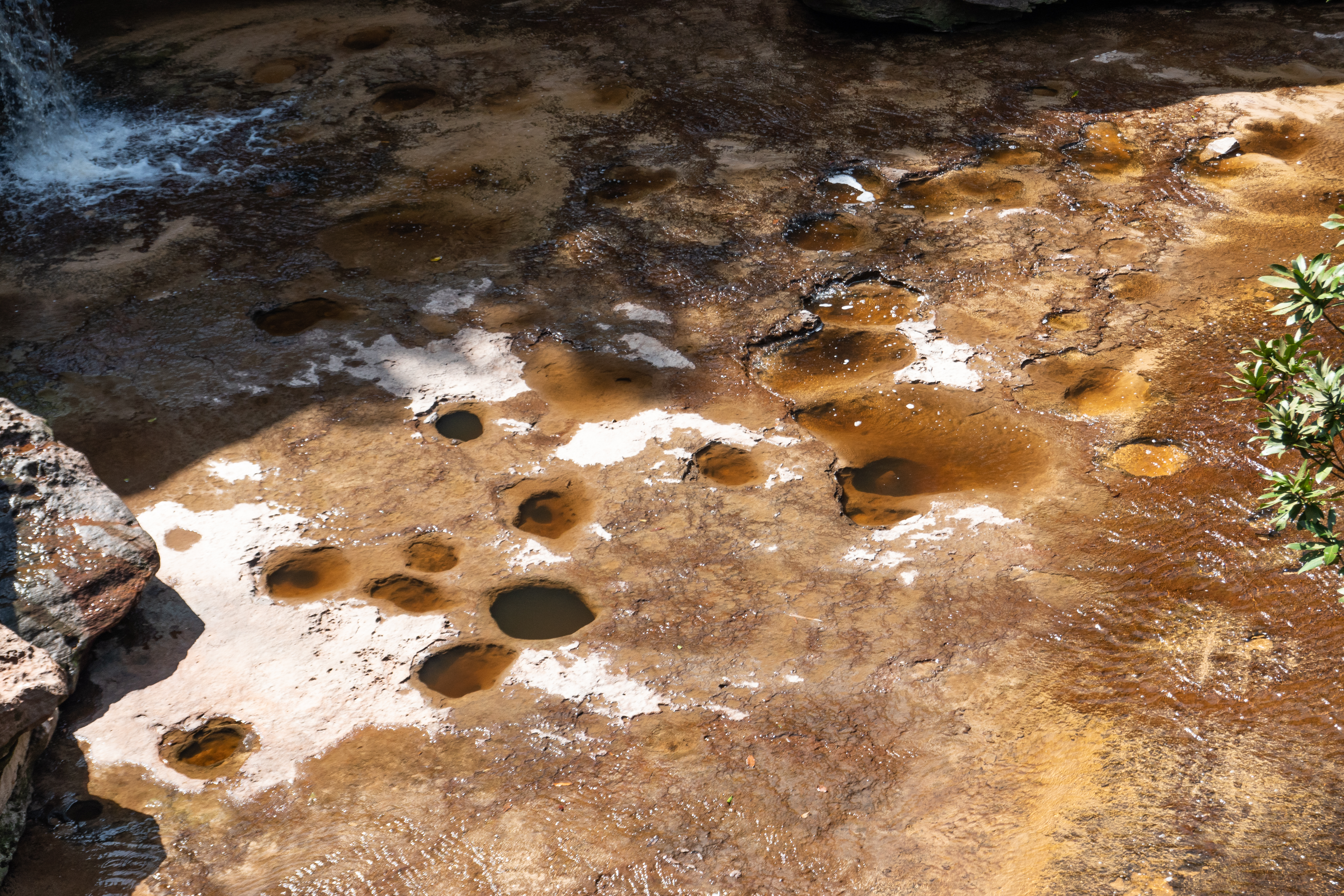
Marmites de géants, 4 décembre 2019
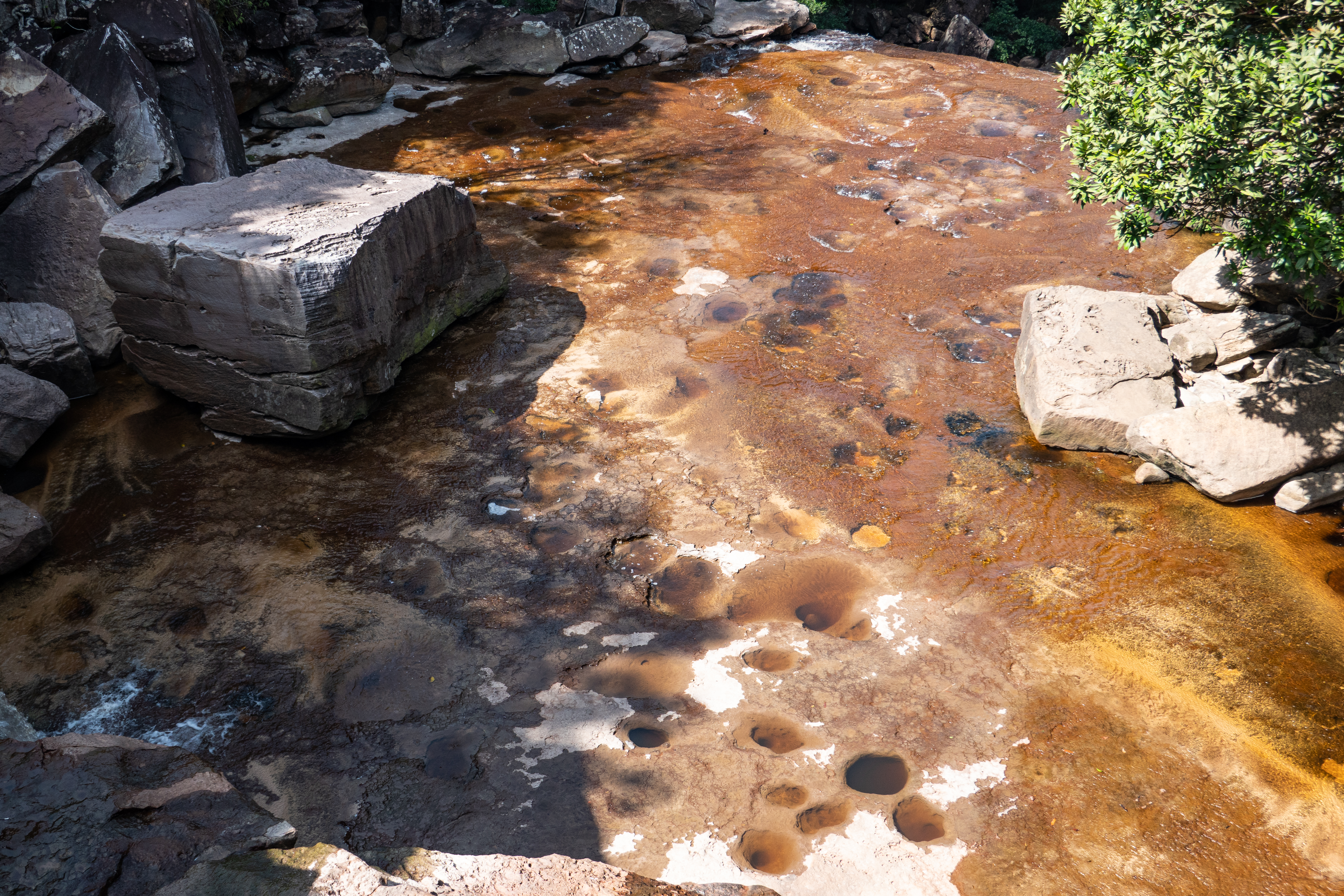
4 décembre 2019
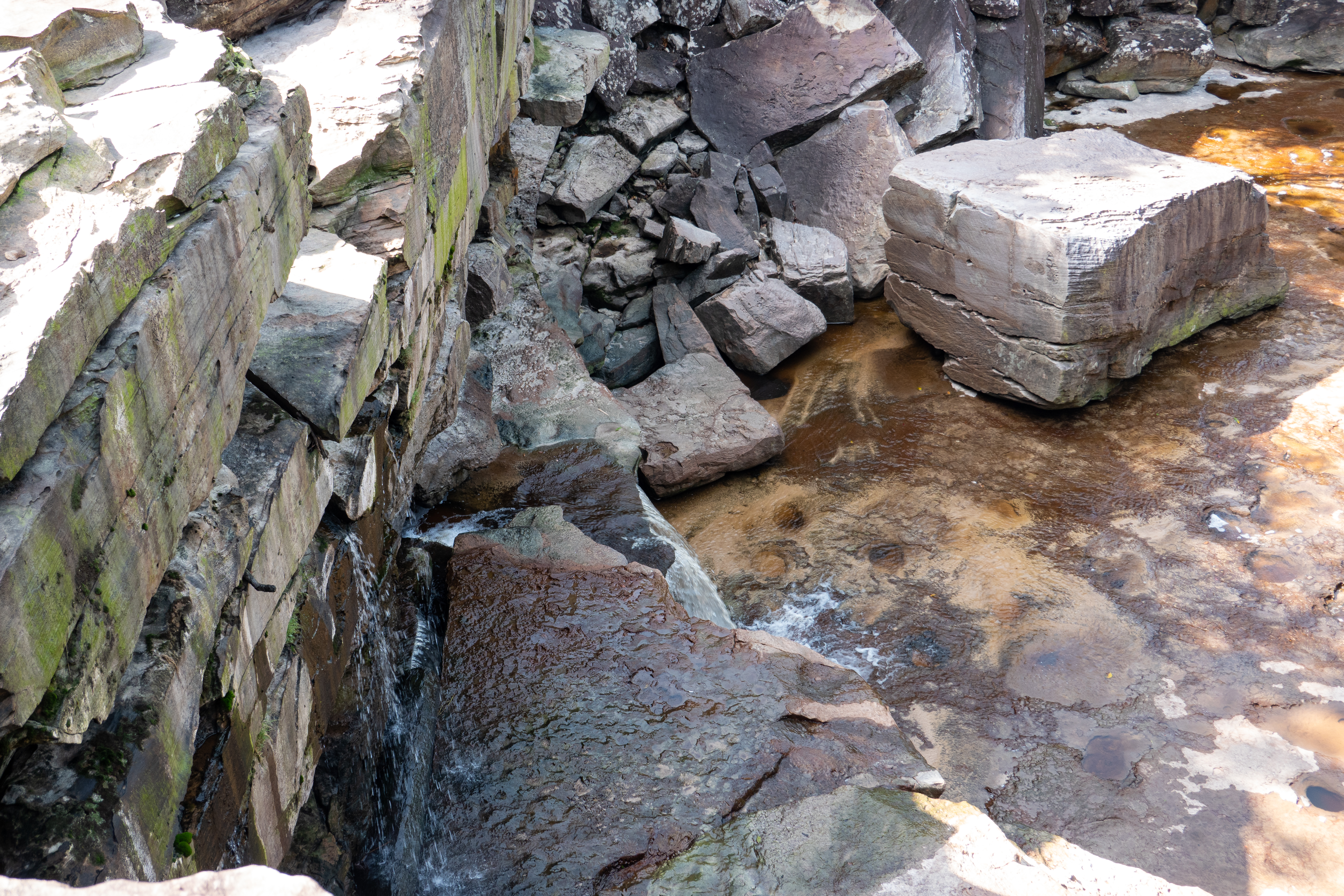
4 décembre 2019
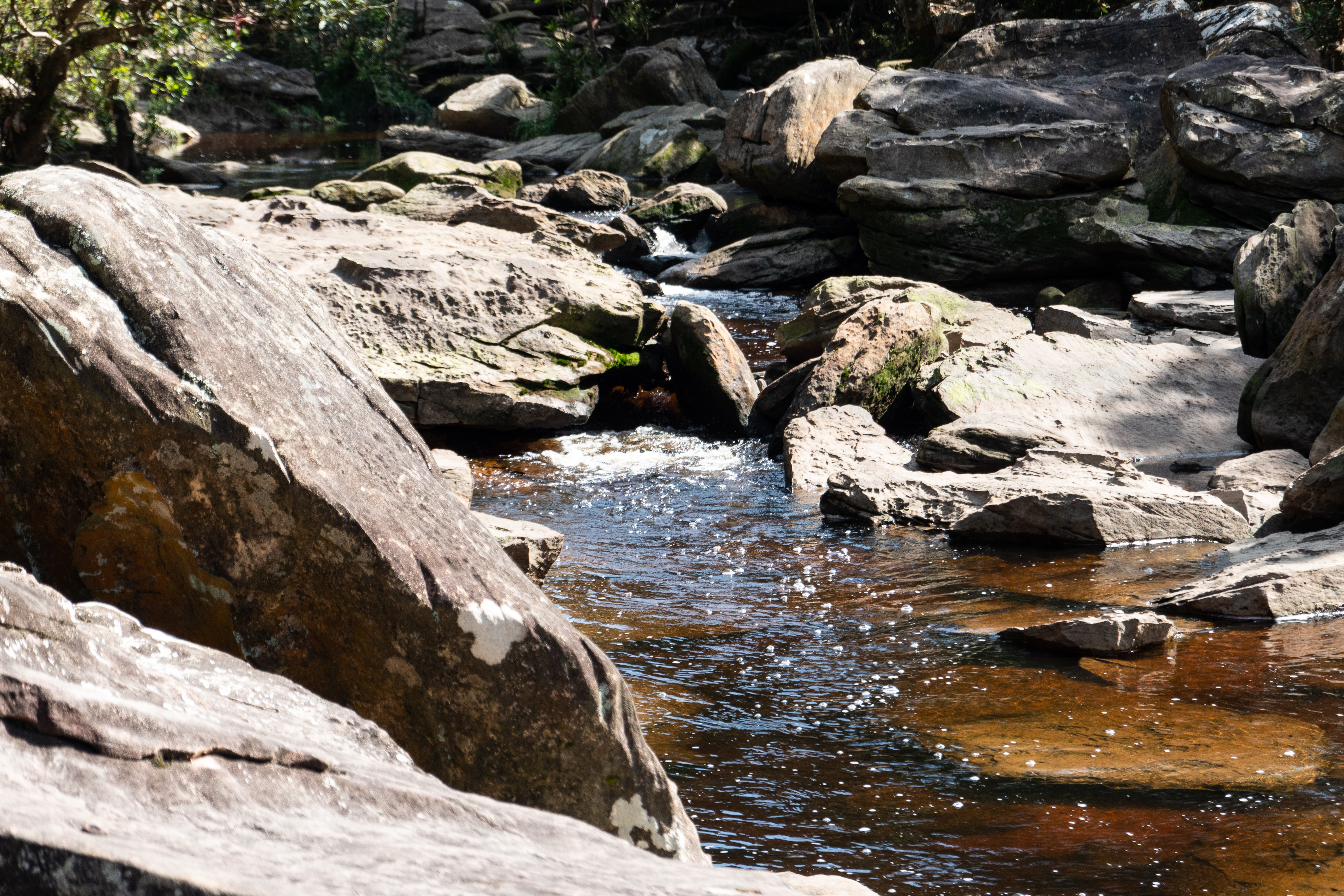
4 décembre 2019